# Vonteego Cummings
Vonteego Marfeek Cummings (Thomson, Georgia, 29 de febrero de 1976) es un exjugador de baloncesto estadounidense que disputó 3 temporadas en la NBA, pasando el resto de su carrera en diferentes ligas europeas. Con 1,91 metros de estatura, jugaba en la posición de base.

## Trayectoria deportiva

### Universidad
Cummings jugó 4 temporadas en los Panthers de la Universidad de Pittsburgh, donde se convirtió en el único jugador de la universidad en entrar en el top 10 en anotación (1.581, noveno), y en el top 5 en asistencias (458, cuarto) y robos de balón (235, segundo). En su año júnior promedió 19.5, su mejor temporada universitaria, y fue elegido en el mejor quinteto de la Big East Conference. Como sénior durante la campaña 1998-99, Cummings se convirtió en el 10.º jugador en la historia de los Panthers en superar los 1.500 puntos. Esa temporada lideró al equipo en anotación (16.1 puntos), robos (69) y asistencias (108) por segundo año consecutivo. 

### Profesional
Fue seleccionado en la 26.ª posición del Draft de la NBA de 1999 por Indiana Pacers, aunque posteriormente fue traspasado a Golden State Warriors por los derechos de draft de Jeff Foster. En los Warriors jugó sus dos primeras temporadas en la NBA, aportando 9.4 y 7.3 puntos por partido respectivamente. El 25 de octubre de 2001 fue traspasado a Philadelphia 76ers, donde jugaría su última temporada en la liga y contando con muy pocas oportunidades en el equipo.
Tras dejar la NBA fichó en 2003 por Westchester Wildfire de la USBL. A partir de entonces probó fortuna en el Futur Virtus Castelmaggiore de la liga italiana, en el KK Hemofarm serbio (ganó la Liga del Adriático en 2005), en Fort Worth Flyers de la NBA D-League, en el KK Partizan (donde ganó dos ligas serbias y una Liga del Adriático), en el Maccabi Tel Aviv de la Ligat Winner, en el CB Estudiantes de la Liga ACB, en el KK Vojvodina de la liga serbia y en el KK Cedevita de la liga croata su actual equipo desde marzo de 2009.
En la temporada 2009/10 se marchó a Grecia para jugar en el Ilisiakos BC de la A1 Ethniki.

## Estadísticas de su carrera en la NBA

### Temporada regular
| Temporada | Edad | Equipo                | Liga | P   | TIT | MIN  | TC  | TCA | %TC  | 3P  | 3PA | %3P  | TL  | TLA | %TL  | R.OF. | R.DEF. | REB | ASIS | ROB | TAP | PER | FP  | PTS |
| 1999-00   | 23   | Golden State Warriors | NBA  | 75  | 11  | 23.9 | 3.5 | 8.7 | .405 | 0.7 | 2.0 | .325 | 1.7 | 2.3 | .751 | 0.8   | 1.7    | 2.5 | 3.3  | 1.2 | 0.2 | 1.8 | 2.3 | 9.4 |
| 2000-01   | 24   | Golden State Warriors | NBA  | 66  | 11  | 22.7 | 2.7 | 7.8 | .344 | 0.7 | 2.2 | .336 | 1.2 | 1.8 | .681 | 0.7   | 1.4    | 2.1 | 3.4  | 1.0 | 0.2 | 1.4 | 2.4 | 7.3 |
| 2001-02   | 25   | Philadelphia 76ers    | NBA  | 58  | 1   | 8.6  | 1.3 | 3.2 | .417 | 0.2 | 0.8 | .261 | 0.4 | 0.6 | .750 | 0.2   | 0.7    | 0.9 | 1.0  | 0.3 | 0.1 | 0.6 | 0.9 | 3.3 |
| Total     |      |                       | NBA  | 199 | 23  | 19.0 | 2.6 | 6.8 | .383 | 0.5 | 1.7 | .321 | 1.2 | 1.6 | .726 | 0.6   | 1.3    | 1.9 | 2.7  | 0.9 | 0.2 | 1.3 | 1.9 | 6.9 |

### Playoffs
| Temporada | Edad | Equipo             | Liga | P | MIN | TCA | TC | 3PA | 3P | TLA | TL | R.OF. | REB | ASIS | ROB | TAP | PER | FP | PTS | %TC | %3P | %FT | MIN | PTS | REB | AST |
| 2001-02   | 25   | Philadelphia 76ers | NBA  | 1 | 1   | 0   | 0  | 0   | 0  | 0   | 0  | 0     | 0   | 0    | 0   | 0   | 0   | 0  | 0   |     |     |     | 1.0 | 0.0 | 0.0 | 0.0 |
| Total     |      |                    | NBA  | 1 | 1   | 0   | 0  | 0   | 0  | 0   | 0  | 0     | 0   | 0    | 0   | 0   | 0   | 0  | 0   |     |     |     | 1.0 | 0.0 | 0.0 | 0.0 |